# San Francisco de Yare
San Francisco de Yare – miasto w Wenezueli, w stanie Miranda.